# 臺鐵捷運化

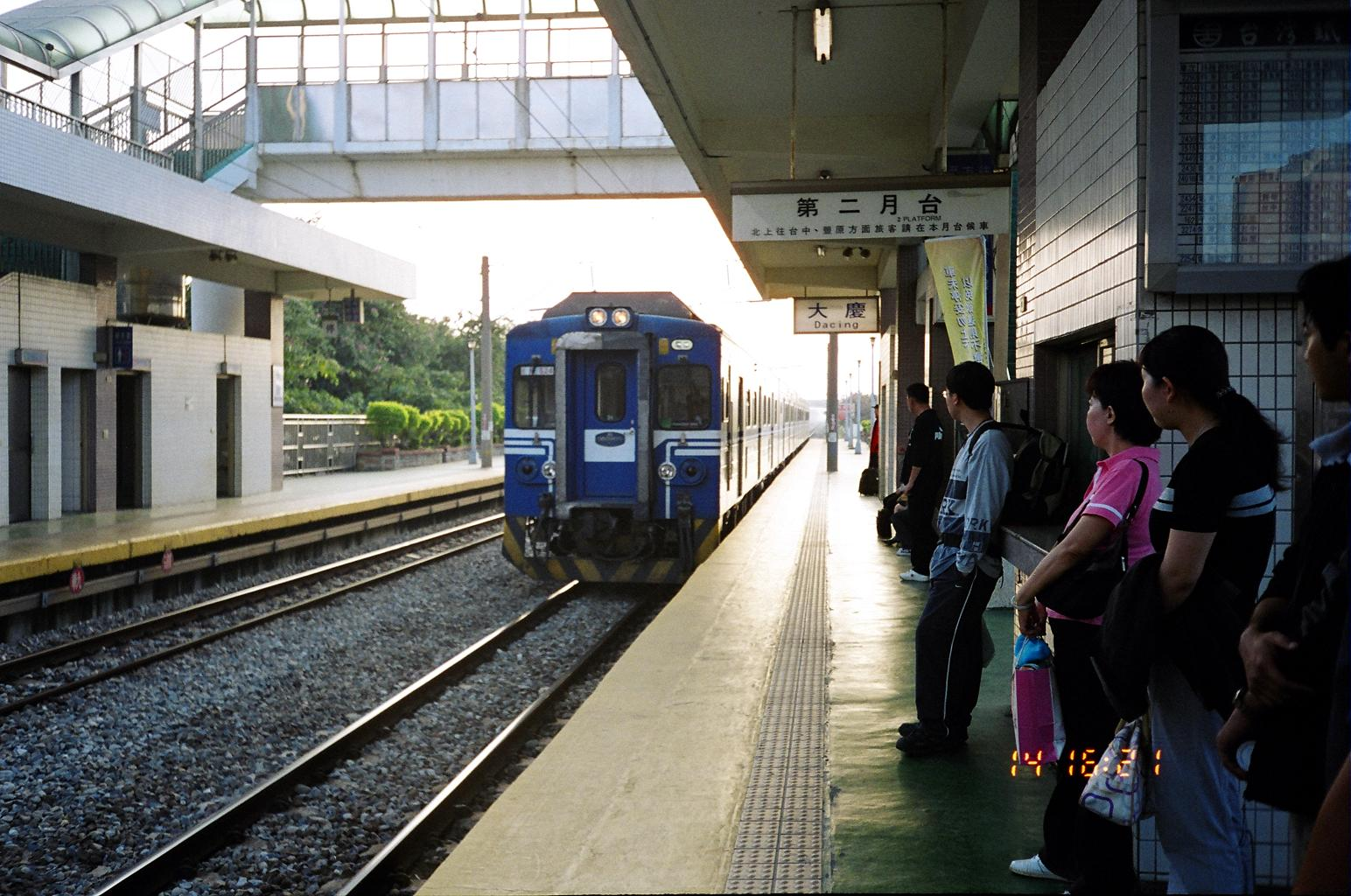
在月台上等待通勤電聯車的旅客（舊大慶車站）

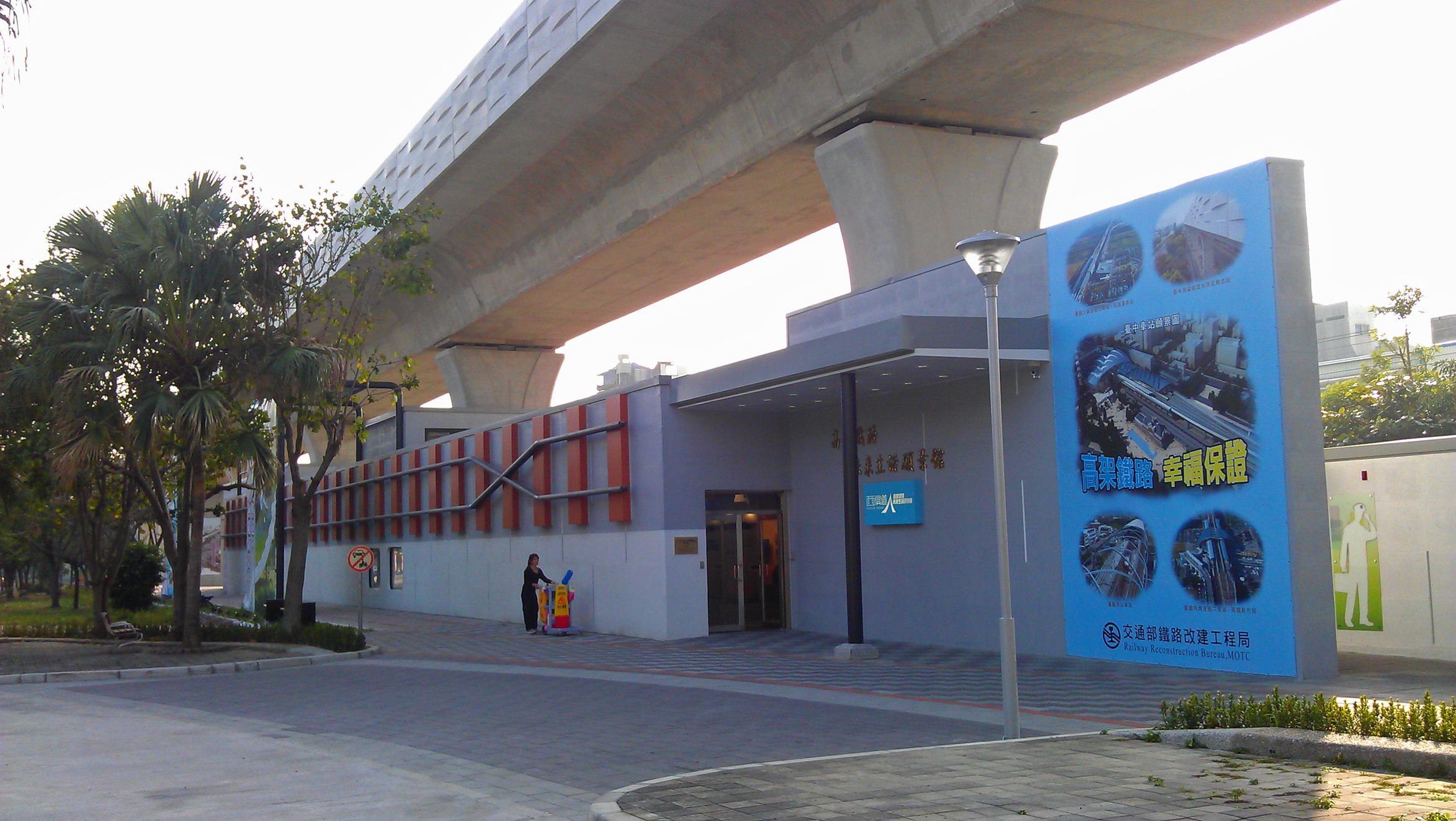
鐵改局設於臺中市東區東光路與東成路口的高架鐵路未來生活願景館

臺鐵捷運化是臺灣鐵路西部幹線一系列關於中短途運輸的改善計畫之總稱，目前計有12案施工或規劃中。

## 概要
「捷運化」得名之由來，主要是為了使向來以中、長程運輸為主的臺鐵，能仿效城市軌道運輸系統（即捷運）的3大短程運輸特點：車站密集、班次密集、票種單純。施工除臺鐵公司（及其前身臺灣鐵路管理局）自辦外，交通部鐵道局亦執行多項專案。
臺鐵捷運化以沿線人口密度較高的西部幹線為主要計畫範圍，並將臺灣西半部劃分為北、中、南生活圈作為執行區段。納入新十大建設後，其下共分為11案。另外加上已經2001年動工之「臺鐵都會區捷運化暨區域鐵路先期建設計畫」，計目前12案進行中。
計畫在硬體方面有幾個目標：
- 新增車站、路線，約2至3公里有1站。
- 改建車站、改善路線品質或景觀等。
- 增購新型電聯車：增加班次，以因應短程輸送密集化的需要。

遠期方面，票價上也計畫仿傚臺北捷運，區間列車起跳票價定為基本里程5公里／新台幣20元，之後每3.6至4公里增加5元，坐滿70公里之票價為110元，如繼續搭乘則依據增加之里程計費。自強號將調高基本里程長度為20公里，票價為新台幣45元，超過20公里以上之運輸價格不變。

## 計畫

### 進行中列表[列表符號及顏色需要解释]
註：新=新十大建設（2003-2008）、愛=愛台十二建設（2009-2016）、前=前瞻基礎建設計畫（2017-2024）
| 縣市       | 路線                             | 區間                   | 路 線 長 度 ︵ 公 里 ︶ | * 納 入 建 設 計 畫 名 單 | F/S(可行性研究) | F/S(可行性研究) | F/S(可行性研究) | F/S(可行性研究) | F/S(可行性研究) | 綜合規劃 | 綜合規劃          | 綜合規劃       | 綜合規劃       | 綜合規劃       | 綜合規劃       | 都市 計畫 變更 | 都市 計畫 變更 | 招標  | 招標  | 動 工 | 完 工 | 試 營 運 | 交 通 部 履 勘 | 通車 (預定)                       |
| 縣市       | 路線                             | 區間                   | 路 線 長 度 ︵ 公 里 ︶ | * 納 入 建 設 計 畫 名 單 | 進 行           | 送 審           | 交 通 部 核 定  | 國 發 會 核 定  | 行 政 院 核 定  | 啟 動    | 環 境 影 響 評 估 | 環 境 部 核 定 | 交 通 部 核 定 | 国 發 會 核 定 | 行 政 院 核 定 | 送 審          | 內 政 部 核 定 | 公 示 | 決 標 | 動 工 | 完 工 | 試 營 運 | 交 通 部 履 勘 | 通車 (預定)                       |
| ---------- | -------------------------------- | ---------------------- | ----------------------- | ------------------------- | --------------- | --------------- | --------------- | --------------- | --------------- | -------- | ----------------- | -------------- | -------------- | -------------- | -------------- | -------------- | -------------- | ----- | ----- | ----- | ----- | -------- | -------------- | --------------------------------- |
| 臺北・宜蘭 | 北宜新線新建                     | 南港車站－頭城車站     | 53                      | 前                        | ○               | ○               | ○               | ○               | ○               | ○        | ●                 |                |                |                |                |                |                |       |       |       |       |          |                |                                   |
| 新北       | 縱貫線樹林鶯歌段高架化及車站遷移 | 樹林車站－鶯歌車站     |                         |                           | ○               |                 |                 |                 |                 |          |                   |                |                |                |                |                |                |       |       |       |       |          |                |                                   |
| 宜蘭       | 宜蘭線高架化                     | 四城車站－冬山車站     | 15.845                  |                           | ○               | ○               | ○               | △               | ○               | ○        | ○                 | ○              | ●              | ●              |                |                |                |       |       |       |       |          |                | 2034年                            |
| 宜蘭       | 宜蘭線高架化                     | 頭城車站－四城車站     | 13                      |                           | ○               | ●               |                 |                 |                 |          |                   |                |                |                |                |                |                |       |       |       |       |          |                |                                   |
| 桃園       | 縱貫線地下化                     | 鳳鳴車站－平鎮車站     | 15.95                   | 前                        | ○               | ○               | ○               | ○               | ○               | ○        | ○                 | ○              | ○              | ○              | ○              | ○              | ○              | ●     | ●     | ●     |       |          |                | 2029年(第一階段) 2030年(第二階段) |
| 新竹       | 縱貫線竹北地區高架化             |                        |                         |                           | ○               |                 |                 |                 |                 |          |                   |                |                |                |                |                |                |       |       |       |       |          |                |                                   |
| 新竹       | 縱貫線新竹大車站平臺計畫         |                        |                         |                           | ○               | ○               | ○               | ○               | ○               | ●        |                   |                |                |                |                |                |                |       |       |       |       |          |                |                                   |
| 苗栗       | 縱貫線臺鐵海線苑裡段高架化       |                        |                         |                           | ○               |                 |                 |                 |                 |          |                   |                |                |                |                |                |                |       |       |       |       |          |                |                                   |
| 苗栗       | 縱貫線臺鐵山線苗栗段高架化       |                        |                         |                           | ○               |                 |                 |                 |                 |          |                   |                |                |                |                |                |                |       |       |       |       |          |                |                                   |
| 臺中       | 臺中大車站平臺計畫               |                        |                         |                           |                 |                 |                 |                 |                 |          |                   |                |                |                |                |                |                |       |       |       |       |          |                |                                   |
| 臺中       | 臺中線高架化                     | 大慶車站－烏日車站     | 3.7                     |                           | ○               | ○               | ●               |                 |                 |          |                   |                |                |                |                |                |                |       |       |       |       |          |                | 2025年                            |
| 臺中       | 海線雙軌高架化                   | 追分車站 - 大甲車站    | 23.5                    | 前                        | ○               | ○               | ●               |                 |                 |          |                   |                |                |                |                |                |                |       |       |       |       |          |                |                                   |
| 臺中       | 海線雙軌化                       | 談文車站 - 追分車站    |                         |                           | ○               | ○               | ○               | ○               | ○               | ●        |                   |                |                |                |                |                |                |       |       |       |       |          |                |                                   |
| 臺中       | 甲線新建                         | 大甲車站－后里車站     | 13.4                    | 前                        | ○               | ○               | ●               |                 |                 |          |                   |                |                |                |                |                |                |       |       |       |       |          |                |                                   |
| 彰化       | 臺中線&海岸線・縱貫線高架化      | 彰化車站周邊           | 9.5                     |                           | ○               | ○               | ○               | ○               | ○               | ●        |                   |                |                |                |                |                |                |       |       |       |       |          |                | 2033年                            |
| 彰化       | 田中支線新建                     | 台鐵田中站－高鐵彰化站 |                         | 前                        | ○               | ○               | ○               | ○               | ○               | ○        | ○                 | ○              | ○              | ○              | ●              |                |                |       |       |       |       |          |                | 2029年                            |
| 雲林       | 縱貫線高架化                     | 斗六車站周邊           | 8.75                    | 前                        | ○               | ○               | ●               |                 |                 |          |                   |                |                |                |                |                |                |       |       |       |       |          |                |                                   |
| 嘉義       | 縱貫線高架化                     | 民雄車站－嘉北車站     | 8.92                    | 前                        | ○               | ○               | ○               | ○               | ○               | ○        | ○                 | ○              | ○              | ○              | ○              | ○              | ○              | ○     | ○     | ●     |       |          |                | 2030年                            |
| 嘉義       | 縱貫線高架化                     | 嘉北車站－北回車站     | 10.9                    | 前                        | ○               | ○               | ○               | ○               | ○               | ○        | ○                 | ○              | ○              | ○              | △              | ○              | ○              | ○     | ○     | ●     |       |          |                | 2026年                            |
| 嘉義       | 縱貫線高架化                     | 北回車站－水上車站     |                         | 前                        | ○               | ○               | △               |                 |                 |          |                   |                |                |                |                |                |                |       |       |       |       |          |                |                                   |
| 臺南       | 縱貫線高架化                     | 新營車站－柳營車站     | 約7                     |                           | ○               | ○               | △               |                 |                 |          |                   |                |                |                |                |                |                |       |       |       |       |          |                |                                   |
| 臺南       | 縱貫線高架化                     | 永康車站－善化車站     | 11.05                   | 前                        | ○               | ○               | ●               |                 |                 |          |                   |                |                |                |                |                |                |       |       |       |       |          |                |                                   |
| 臺南       | 縱貫線地下化                     | 永康車站－臺南車站     | 7.2                     | 前                        | ○               | ○               | ○               | ●               |                 |          |                   |                |                |                |                |                |                |       |       |       |       |          |                |                                   |
| 臺南       | 縱貫線地下化                     | 臺南車站－南臺南車站   | 8.9                     | 新                        | ○               | ○               | ○               | ○               | ○               | ○        | ○                 | ○              | ○              | ○              | ○              | ○              | ○              | ○     | ○     | ●     |       |          |                | 2025年                            |
| 屏東       | 恆春線新建                       | 內獅車站－恆春車站     | 37.72                   | 前                        | ○               | ○               | ○               | ○               | ●               |          |                   |                |                |                |                |                |                |       |       |       |       |          |                | 2026年                            |
| 屏東       | 枋寮大車站平臺計畫               |                        |                         |                           | ○               |                 |                 |                 |                 |          |                   |                |                |                |                |                |                |       |       |       |       |          |                |                                   |
| 屏東       | 屏東車站北段高架化延伸           | 屏東車站－六塊厝車站   |                         |                           | ○               |                 |                 |                 |                 |          |                   |                |                |                |                |                |                |       |       |       |       |          |                |                                   |
| 花蓮・臺東 | 臺東線全線雙軌化                 | 花蓮車站－知本車站     | 112.65                  | 前                        | ○               | ○               | ○               | ○               | ○               | ○        | ○                 | ○              | ○              | ○              | ○              | ○              | ○              | ●     |       |       |       |          |                | 2027年                            |
| 花蓮・臺東 | 台東線花蓮部分路段高架化         | 花蓮車站－干城車站     |                         |                           | ○               |                 |                 |                 |                 |          |                   |                |                |                |                |                |                |       |       |       |       |          |                |                                   |
| 花蓮・臺東 | 南迴鐵路雙軌化暨提升為快鐵計畫   |                        |                         |                           |                 |                 |                 |                 |                 |          |                   |                |                |                |                |                |                |       |       |       |       |          |                |                                   |

### 臺鐵都會區捷運化暨區域鐵路先期建設計畫
計畫期程2001年1月1日至2009年12月31日，分為10大類，總經費計100億元（院臺交字第0920002523號函核定）：
1. 瓶頸路段改善工程：汐止高架鐵路
2. 重點車站站場路線旅運設施及轉乘設施改善工程：山佳、楊梅、湖口、新豐、竹南、沙鹿、斗六、大林、民雄（場改善或跨站工程）
3. 增設簡易通勤車站：計三坑、百福、汐科、太原、大村、嘉北、南科、大橋（2008年增列）
4. 土地徵購
5. 軌道施工機械購置
6. 系統機電設施改善工程：平交道電纜佈放及徑路施設、號誌機電纜移設
7. 增購通勤電車
8. 擴充機檢設施工程
9. 沿線環境景觀改善
10. 高鐵聯外配合工程：增設北新竹車站、沙崙車站

### 臺鐵都會區捷運化暨區域鐵路後期建設計畫
計畫期程2005年1月1日至2020年12月，總經費計122.2億元（院臺交字第0940002035號函核定）：
1. 新建浮洲、南樹林、三姓橋等車站。
2. 改善香山、苗栗等3站。其中苗栗因另有高架案評估中暫緩。
3. 汐止＝南港間擴建為3軌正線。
4. 改善基隆＝苗栗間約140公里鐵路沿線景觀及安全。
5. 增建電聯車維修基地1座，位於北湖車站（富岡基地）。
6. 購置176輛通勤電聯車。

### 臺鐵都會區捷運化

#### 高架化

##### 樹林、鶯歌地區鐵路立體高架化工程計畫
- 臺鐵樹林鐵路立體高架化[2]：目前可行性研究中

##### 宜蘭鐵路高架化計畫
- 四城－冬山河段間高架化。

##### 竹北地區鐵路立體高架化工程計畫
- 臺鐵竹北地區鐵路高架化[2]：目前可行性研究中

##### 新竹大車站平台計畫
- 新竹大車站平台計畫：興建中

##### 臺鐵內灣支線改善計畫
- 新建六家線（竹中站－六家站）間全線高架雙軌電氣化。
- 新竹站－竹中站間高架化並電氣化。
- 新建包括千甲、新莊、竹中、六家等車站。
- 竹中站－內灣站間路線改善。

##### 苗栗地區山海線鐵路雙軌高架化工程計畫
- 臺鐵海線苑裡段高架化[2]：可行性研究中
- 臺鐵山線苗栗段高架化：可行性研究中

##### 臺中都會區鐵路高架捷運化計畫
- 豐原車站－大慶車站間高架化。
- 新設栗林、頭家厝、松竹、精武、五權等車站。

工程於2009年9月24日動工，已於2016年10月16日完成高架軌道切換並先行啟用大慶、臺中、太原、潭子及豐原等五站，新增五個車站於2018年10月28日完工。

##### 臺中海線部分地區高架雙軌工程計畫
- 海線雙軌及部分高架化、甲后線[3]
- 臺鐵成功追分段鐵路雙軌化，已完工通車。

##### 臺中大車站平台工程計畫
- 2022動工

##### 彰化市區鐵路高架化建設計畫
- 現有彰化車站改建為高架車站。
- 新增兩座通勤車站：金馬車站、中央車站
- 銜接台中山海線鐵路高架化
- 消除鐵路沿線4處平交道、2處地下道、4處陸橋和安和人行天橋，改善橫交道路所衍生之交通問題，增進行車安全。

##### 員林市區鐵路高架化計畫
- 縱貫線員林市段全線高架（3.98公里）
- 改建員林站

工程已於2006年2月動土，已於2015年8月30日全部完工（舊站拆除、平交道消除、地下道回填、車站美化及公共藝術等）。
高架段已於2014年11月2日提前完工通車，全案於2015年12月正式竣工。

##### 嘉義市區鐵路高架化計畫
- 縱貫線牛稠溪橋（不含）－北回車站（不含）間全線高架（10.9公里）。
- 遷移嘉義調車場至北回歸線車站南側，並改名為水上調車場。
- 改建或新設嘉北站、嘉義站、北回站等通勤車站。

##### 高雄－屏東潮州捷運化建設計畫
- 屏東－潮州間高架化並電氣化。
- 改善屏東、歸來、麟洛、西勢、竹田、潮州等車站，並新建高架化車站。
- 新建調車場（潮州調車場）。
- 鐵路高架電氣化於2015年8月23日通車，全數工程於2017年11月3日完工。
- 屏東車站北段高架化延伸正在計畫中。

##### 林邊鐵路高架化計畫
- 由交通部鐵路改建工程局辦理。
- 施工期間，起始2008年－2012年完工。

#### 地下化

##### 基隆火車站都市更新站區遷移計畫
- 基隆站－三坑站間半地下化（1.5公里，含基隆站以北軍用戰備線）。
- 改建基隆站，並利用站區東西側土地的高度差異，將站體半地下化。
- 配合進行「基隆火車站暨西二西三碼頭都市更新計畫」，將基隆站站體南移、月臺向北延伸，多餘土地則提供都市更新開發使用。

##### 桃園市區鐵路地下化建設計畫
- 由臺灣鐵路股份有限公司辦理，細部設計後交由鐵道局施工。
- 鶯歌（不含）－中壢間地下化。
- 新增鳳鳴、中路、桃園醫院、中原、平鎮通勤車站。
- 鶯歌至桃園間擴建第三正線。

##### 臺南市區鐵路地下化計畫
計畫期程：2017年3月至2024年6月，總經費計293.6億元
計畫範圍：北起臺南市永康站南端之永康橋以南約0.17公里處，南至生產路以南約1.91公里，全長8.23公里
- 縱貫線臺南市段全線地下化（8.23公里）。
- 改建臺南車站、新建林森車站與南臺南車站。
- 消除鐵路沿線9處平交道、4處地下道和3處陸橋，改善橫交道路所衍生之交通問題，增進行車安全。

工程已經於2017年3月15日動土，預計2026年完工。

##### 高雄市區鐵路地下化計畫
計畫期程2009年1月1日至2017年12月31日：
- 新左營站（不含）－鳳山站間地下化。
- 原有的左營（舊城）站、高雄站、鳳山站地下化。
- 新設內惟、美術館、鼓山、三塊厝、民族、科工館、正義地下化車站。
- 遷移高雄機廠、高雄機檢段並設立新左營、潮州基地、潮州機廠。

工程已經於2009年6月26日動土，2018年10月14日完成地下軌道切換通車，同時啟用新增設7座通勤車站，預計2023年完工。

### 屏東南迴線鐵路電氣化計畫
- 潮州站－枋寮站間雙軌電氣化。
- 改善車站南州、鎮安、崁頂、佳冬、東海、枋寮等車站。
- 枋寮－臺東間電氣化。
- 除中央號誌－古莊間長16.76公里配置雙軌電化外，其餘路段為單軌電化配置。
- 改善車站大武、太麻里、知本、康樂等車站。
- 2019年12月23日潮枋電氣化通車，2020年12月20日南迴鐵路電氣化全線通車。

### 臺鐵臺南沙崙支線計畫
總經費計58.43億元（院臺交字第0930048842號函核定、0980004846號第一次修正），2011年1月2日通車：
- 新建沙崙線（中洲站－沙崙站）全線高架雙軌電氣化。
- 改建中洲、長榮大學、沙崙等車站。

### 東部鐵路快捷化計畫
- 計畫興建北宜直線鐵路（現改執行為北宜鐵路提速工程計畫）。
- 改善北迴線安全設施。
- 花蓮吉安鐵路高架化。
- 宜花東地區鐵路提速計畫
- 花東鐵路雙軌電氣化。

## 新增車站
後表為以「臺鐵捷運化」為目的新增的通勤車站，故不含榮華車站（2001年11月24日）及服務高鐵轉乘的新烏日、新左營車站（俱為2006年12月1日開通）。除大慶車站皆在上述12案計畫內。
表中「長期計畫」車站，出現於2003年《臺鐵兼具都會區捷運功能暨增設通勤車站評估規劃定案報告》中，所建議的「長期發展具增站潛力之地點」，因此尚未排入興建時程；興建中及計畫中車站的名稱皆為暫擬，正式啟用前可能再次更改。
| 站名           | 候選站名             | 所在區間（捷運化前）                     | 啟用日期                             |
| 縱貫線（北段） | 縱貫線（北段）       | 縱貫線（北段）                           | 縱貫線（北段）                       |
| -------------- | -------------------- | ---------------------------------------- | ------------------------------------ |
| 三坑           | 三坑仔、龍門社區     | 基隆－八堵間                             | 2003年5月9日                         |
| 百福           | 百福社區             | 七堵－五堵間                             | 2007年5月8日                         |
| 汐科           | 南汐止、汐科園區     | 汐止－南港間                             | 2007年12月30日                       |
| 浮洲           | 不適用               | 板橋－樹林間                             | 2011年9月2日                         |
| 新樹           | 不適用               | 板橋－樹林間                             | 長期計畫                             |
| 南樹林         | 樹林調車場           | 樹林－山佳間                             | 2015年12月23日                       |
| 陶瓷老街       | 不適用               | 鶯歌－桃園間                             | 長期計畫                             |
| 鳳鳴           | 北桃園               | 鶯歌－桃園間                             | 臨時站2024年11月30日                 |
| 中路           | 國際路               | 桃園－內壢間                             | 預定2034年                           |
| 桃園醫院       | 永豐、永豐路         | 桃園－內壢間                             | 預定2034年                           |
| 中原           | 中原大學             | 內壢－中壢間                             | 預定2034年                           |
| 平鎮           | 環南路               | 中壢－埔心間                             | 臨時站預定2026年5月                  |
| 新富           | 不適用               | 富岡－湖口間                             | 2017年9月6日                         |
| 北湖           | 北湖口               | 富岡－湖口間                             | 2012年9月28日                        |
| 北新竹         | 不適用               | 竹北－新竹間                             | 2011年11月11日                       |
| 頂埔           | 不適用               | 新竹－香山間                             | 長期計畫                             |
| 三姓橋         | 南新竹               | 新竹－香山間                             | 2016年6月29日                        |
| 北竹南         | 不適用               | 崎頂－竹南間                             | 長期計畫                             |
| 內灣線、六家線 |                      |                                          |                                      |
| 千甲           | 世博                 | 新竹－竹中間                             | 2011年11月11日                       |
| 新莊           | 關東、竹科           | 新竹－竹中間                             | 2011年11月11日                       |
| 六家           | 不適用               | 新線                                     | 2011年11月11日                       |
| 臺中線（山線） |                      |                                          |                                      |
| 栗林           | 豐南                 | 豐原－潭子間                             | 2018年10月28日                       |
| 頭家厝         | 潭南                 | 潭子－臺中間                             | 2018年10月28日                       |
| 松竹           | 不適用               | 潭子－臺中間                             | 2018年10月28日                       |
| 太原           | 北屯                 | 潭子－臺中間                             | 2002年11月22日                       |
| 精武           | 臺中北站             | 潭子－臺中間                             | 2018年10月28日                       |
| 五權           | 不適用               | 臺中－烏日間                             | 2018年10月28日                       |
| 大慶           | 不適用               | 臺中－烏日間                             | 1998年7月7日                         |
| 海岸線（海線） |                      |                                          |                                      |
| 鐵砧山         | 不適用               | 日南－大甲間                             | 長期計畫                             |
| 北沙鹿         | 不適用               | 清水－沙鹿間                             | 長期計畫                             |
| 龍山           | 不適用               | 沙鹿－龍井間                             | 長期計畫                             |
| 龍安           | 不適用               | 龍井－大肚間                             | 長期計畫                             |
| 縱貫線（南段） |                      |                                          |                                      |
| 金馬           | 臺化、東彰化         | 追分 / 成功－彰化間（彰化市金馬陸橋）    | 規劃中                               |
| 中央           | 南彰化、雲長路       | 彰化－花壇間（彰化市中央陸橋）           | 規劃中                               |
| 大村           | 不適用               | 花壇－員林間                             | 2006年4月4日                         |
| 雲林           | 南斗六               | 斗六－斗南間                             | 長期計畫                             |
| 南民雄         | 不適用               | 民雄－嘉義間                             | 長期計畫                             |
| 頭橋           | 頭橋工業區           | 民雄－嘉義間                             | 規劃中                               |
| 嘉北           | 北嘉義、嘉基         | 民雄－嘉義間                             | 2005年9月8日                         |
| 嘉創           | 南嘉義、嘉南         | 嘉義－水上間                             | 計劃中                               |
| 北回           | 不適用               | 嘉義－水上間                             | 興建中                               |
| 南科           | 不適用               | 善化－新市間                             | 2010年7月14日                        |
| 永康工業區     | 永工、車行           | 新市－永康間                             | 長期計畫                             |
| 康橋           | 不適用               | 永康－臺南間                             | 計畫中                               |
| 大橋           | 奇美、六甲頂         | 永康－臺南間                             | 2002年10月4日                        |
| 林森           | 不適用               | 臺南－保安間                             | 預定2029年9月                        |
| 南臺南         | 文化中心             | 臺南－保安間                             | 預定2030年9月                        |
| 仁德           | 不適用               | 保安－中洲間                             | 2014年1月10日                        |
| 路科           | 不適用               | 路竹－岡山間                             | 長期計畫                             |
| 岡山農工       | 不適用               | 路竹－岡山間                             | 長期計畫                             |
| 文化中心       | 不適用               | 岡山－橋頭間                             | 長期計畫                             |
| 內惟           | 不適用               | 左營（舊城）－高雄間                     | 2018年10月14日                       |
| 美術館         | 不適用               | 左營（舊城）－高雄間                     | 2018年10月14日                       |
| 鼓山           | 不適用               | 左營（舊城）－高雄間                     | 2018年10月14日                       |
| 三塊厝         | 不適用               | 左營（舊城）－高雄間                     | 2018年10月14日                       |
| 沙崙線         |                      |                                          |                                      |
| 長榮大學       | 大潭、武東           | 新線                                     | 2011年1月2日                         |
| 沙崙           | 不適用               | 新線                                     | 2011年1月2日                         |
| 屏東線         |                      |                                          |                                      |
| 民族           | 不適用               | 高雄－鳳山間                             | 2018年10月14日                       |
| 科工館         | 工博館、大順         | 高雄－鳳山間                             | 2018年10月14日                       |
| 正義           | （澄清路與正義路間） | 高雄－鳳山間                             | 2018年10月14日                       |
| 高屏溪         | 不適用               | 九曲堂－六塊厝間                         | 長期計畫                             |
| 廣東南路       | 屏南、南屏東         | 屏東－歸來間（廣東南路、屏東工業區附近） | 計畫中                               |
| 宜蘭線         |                      |                                          |                                      |
| 烏石港         | 不適用               | 外澳 - 頭城間                            | 規劃中                               |
| 縣政中心       | 不適用               | 宜蘭 - 二結間                            | 規劃中（隨宜蘭縣內鐵路高架化後興建） |
| 臺東線         |                      |                                          |                                      |
| 林榮新光       | 林榮新光             | 豐田－南平間（新光兆豐農場附近）         | 2018年7月10日                        |
| 長良           | 不適用               | 玉里－東里間                             | 計畫中                               |

## 其他

### 日治時期的「捷運化」

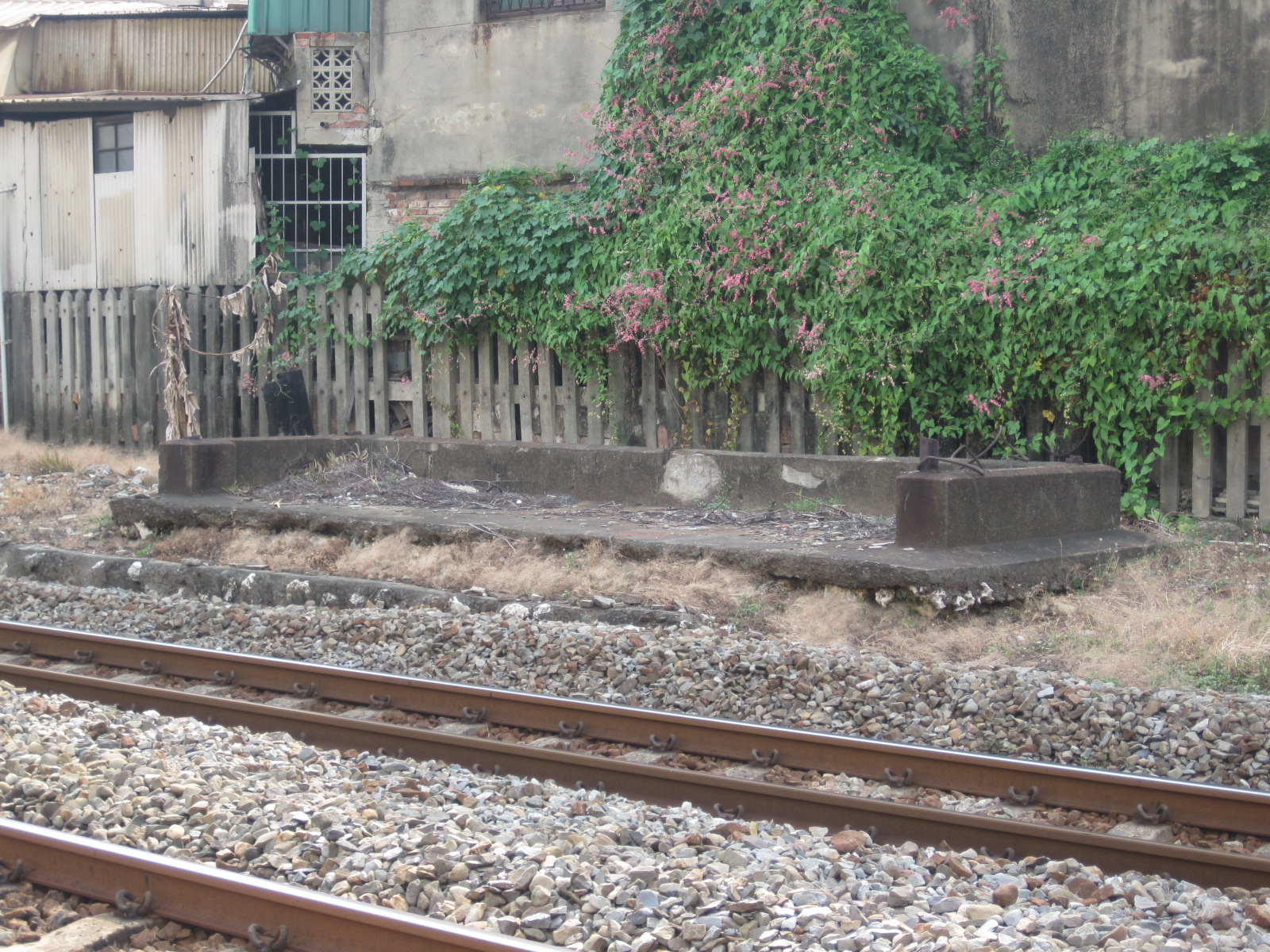
臺南市東門町乘降場遺跡

捷運化的政策在臺灣日治時期早有類似者，主要係臺灣總督府交通局鐵道部順應民情增駛氣動車（單節汽油車）、新設乘降場（無人簡易站）。茲列出當時新增車站：
- 臺北州：北五堵、北臺北、新起町、港嘴、浮洲、二圍、南礁溪、武罕
- 新竹州：三湖、斗崙、香山坑、內湖、尖山
- 臺中州：老松町、學田、遊園地前、大村、永靖
- 臺南州：東門、試驗所前
- 高雄州：山下町

上述車站在日治末期因第二次世界大戰缺乏汽油，配合停駛汽油車而休業。戰後有部份車站一度復站，但大部分稍後仍然廢止。一部份站址直到近年臺鐵捷運化政策，終獲再次復站。

### 捷運化與捷運
臺鐵淡水線於1988年停駛前，除了預定的改建納入台北捷運系統方案外，也曾有鐵路高架雙軌電氣化方案，但評估效益不如台北捷運方案故放棄。由於預期可達到捷運的效果，此一構想被認為與現今的臺鐵捷運化類似。
臺北捷運最早引進的英國大眾捷運顧問工程司（British Mass Transit Consultants；BMTC）所提出的大臺北捷運計畫為同台鐵軌距1067mm，也採用相同的架空線系統，但使用直流750V，配合地下及高架等規格施作。所考慮的重點為：技術可及性高、施工難度低、車輛配合隧道的建築界限較小。以當時臺北急迫需要捷運來改善交通，BMTC公司所提雖卻能達到上述的需求，但當時台灣面臨與美國之間的貿易逆差，美方要求開放有關工程利益與市場來平衡彼此的貿易問題。造成原本由BMTC公司顧問案被終結，改由美國捷運顧問公司（ATC）接手，才將有關規格改成歐美捷運較常運用的1435mm軌距，第三軌供電等規範，臺灣的捷運政策與之後臺鐵捷運化的關聯性並不大。

### 捷運化與公路客運
配合臺鐵捷運化，地方縣市政府亦同步調整既有、或新闢公車路線。例如基隆市公車配合百福車站增闢705（百福車站—百福社區）路線，以及南部科學工業園區配合南科車站的設置而調整免費巡迴巴士路線等。

## 外部連結
- 交通部鐵道局 （页面存档备份，存于）
- 交通部臺灣鐵路管理局-臺鐵都會區捷運化桃園段高架化建設計畫
- 台鐵都會區捷運化暨區域鐵路先期建設計畫進度報告[永久]
- 台鐵都會區捷運化暨區域鐵路後續建設計畫（基隆＝苗栗）進度報告[永久]
- 交通部台灣鐵路管理局-臺鐵簡介-鐵路改善工程專案
- 交通部業務概況－鐵路